# U-Bahnhof Meßberg

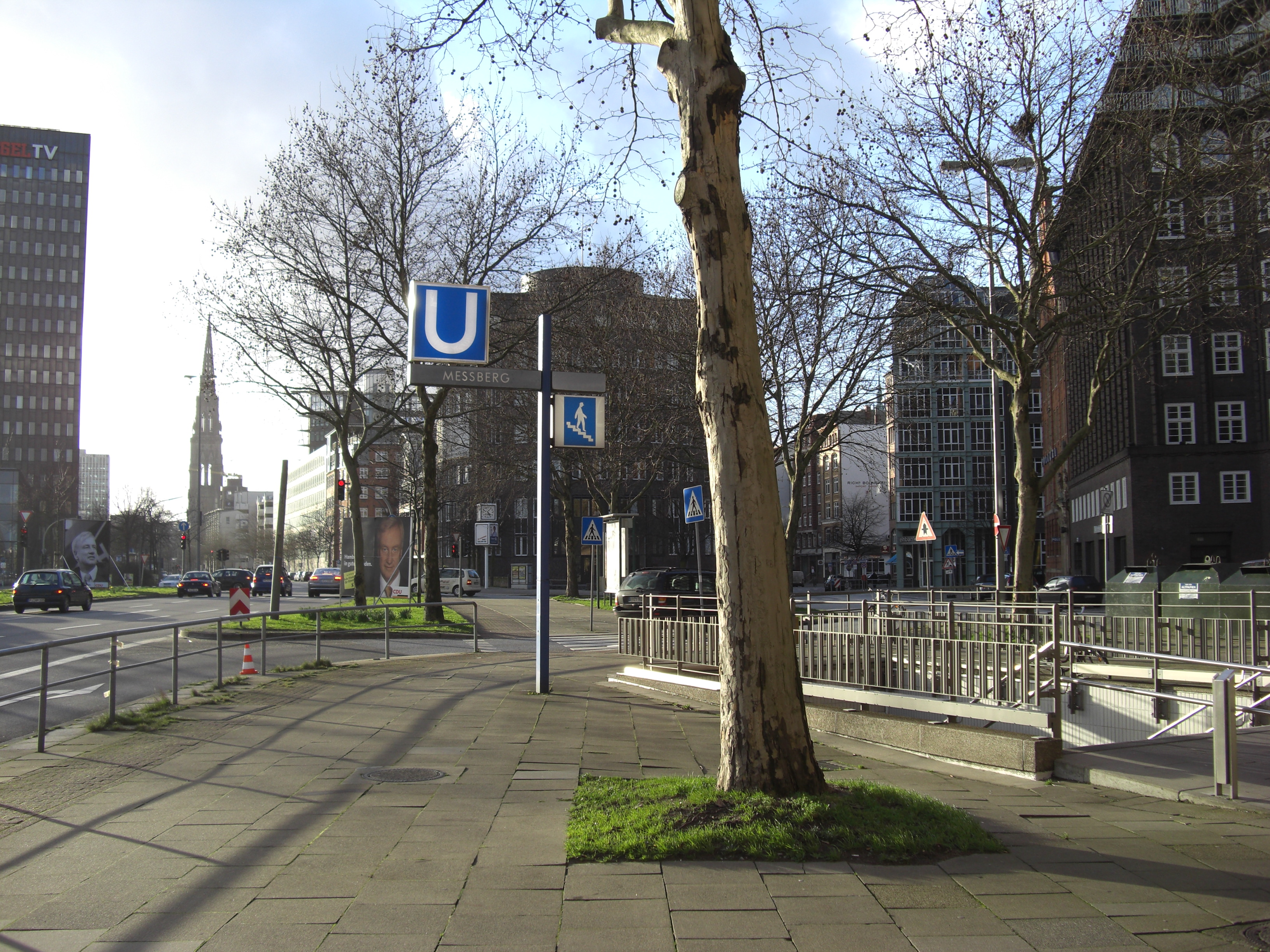
Eingang an der Willy-Brandt-Straße

Der U-Bahnhof Meßberg ist eine Tunnel-Haltestelle der Hamburger U-Bahn-Linie U1 in der südlichen Hamburger Innenstadt. Sie liegt zur Hälfte unter dem UNESCO-Weltkulturerbe „Speicherstadt und Kontorhausviertel mit Chilehaus“. Das Kürzel der Station bei der Betreiber-Gesellschaft Hamburger Hochbahn lautet „MB“. Der U-Bahnhof hat täglich 20.452 Ein- und Aussteiger (Mo–Fr, 2019).

## Geschichte
Die Haltestelle Meßberg wurde nach fünf Jahren Bauzeit am 22. Februar 1960 in Betrieb genommen. Mit ihr wurde erstmals nach dem Zweiten Weltkrieg wieder ein neuer Abschnitt der Hamburger U-Bahn fertig. Für etwa sieben Monate endeten die Züge aus Richtung Ochsenzoll in Meßberg, denn erst im Oktober 1960 konnte die Fortführung der Strecke über Steinstraße bis Hauptbahnhof eröffnet werden. 
Ursprünglich sollte die Station vier Gleise aufnehmen: Neben der heutigen U1 sollte südlich der bestehenden Anlagen auch eine geplante Elbuferlinie am Meßberg halten. Die Haltestelle wurde entsprechend konstruiert, dass ein weiterer Ausbau möglich wurde.

## Aufbau
Die Station liegt in zweifacher Tiefebene. Meßberg verfügt über einen Mittelbahnsteig, an den sich auf beiden Seiten Ausgänge anschließen. Sie führen jeweils in eine Vorhalle, von denen aus mehrere Ausgänge zur Oberfläche bestehen.
Der Abstand zur Nachbarstation Jungfernstieg beträgt etwa 700 Meter. Die Haltestelle Steinstraße ist ungefähr 500 Meter entfernt.

## Anbindung
| Linie | Verlauf |
| ----- | --- |
| U 1   | Norderstedt Mitte – Richtweg – Garstedt – Ochsenzoll – Kiwittsmoor – Langenhorn Nord – Langenhorn Markt – Fuhlsbüttel Nord – Fuhlsbüttel – Klein Borstel – Ohlsdorf – Sengelmannstraße (City Nord) – Alsterdorf – Lattenkamp (Sporthalle) – Hudtwalckerstraße – Kellinghusenstraße – Klosterstern – Hallerstraße – Stephansplatz (Oper/CCH) – Jungfernstieg – Meßberg – Steinstraße – Hauptbahnhof Süd – Lohmühlenstraße – Lübecker Straße – Wartenau – Ritterstraße – Wandsbeker Chaussee – Wandsbek Markt – Straßburger Straße – Alter Teichweg – Wandsbek-Gartenstadt – Trabrennbahn – Farmsen – Oldenfelde – Berne – Meiendorfer Weg – Volksdorf / Streckenast Ohlstedt – Buckhorn – Hoisbüttel – Ohlstedt \ Streckenast Großhansdorf – Buchenkamp – Ahrensburg West – Ahrensburg Ost – Schmalenbeck – Kiekut – Großhansdorf |

Am U-Bahnhof Meßberg besteht Übergang zur XpressBus-Linie X3.
| Linie | Verlauf |
| ----- | --- |
| X3    | U Meßberg – U S Jungfernstieg – S Holstenstraße – Trabrennbahn Bahrenfeld – Achtern Born (Kindermuseum) – Schenefelder Platz |